# Me he pillao x ti
Me he pillao x ti è un singolo delle cantanti spagnole Ana Mena e Natalia Lacunza, pubblicato il 24 febbraio 2023 dall'etichetta Sony Music España come sesto estratto dal secondo album in studio Bellodrama.

## Descrizione
Il brano, scritto dalla stessa Ana Mena con Bruno Nicolás Fernández, in arte Dabruk, David Augustave Picanes, José de la Peña Mira e Carlos José Montado Cruz, è prodotto da Dabruk.

## Video musicale
Il video musicale, diretto da Quique Santamaria, è stato pubblicato in concomitanza all'uscita del brano attraverso il canale YouTube di Ana Mena.

## Tracce
Testi e musiche di Ana Mena Rojas, Bruno Nicolás Fernández, David Augustave Picanes, José de la Peña Mira e Carlos José Montado Cruz.
1. Me he pillao x ti – 3:22

## Formazione
Musicisti
- Ana Mena Rojas – voce, voci di sottofondo
- Natalia Lacunza Sanabdón – voce
- Bruno Nicolás Fernández (Dabruk) – programmazione
- David Augustave Picanes – voci di sottofondo
- José de la Peña Mira – chitarra basso
- Juan Guevara – chitarra

Produzione
- Bruno Nicolás Fernández (Dabruk) – produzione, registrazione
- Felipe Guevara – missaggio
- Kevin Peterson – mastering

## Classifiche
| Classifica (2023) | Posizione massima |
| ----------------- | ----------------- |
| Spagna            | 52                |